# Tiberius Sempronius Longus (consul in 194 v.Chr.)
Tiberius Sempronius Longus was een Romeins consul in 194 v.Chr., en een tijdgenoot van Publius Cornelius Scipio Africanus. Hij was de zoon van Titus Sempronius Longus (consul in 218 v.Chr.), die het bevel voerde over de Romeinse legioenen tijdens de Tweede Punische Oorlog.
In zijn jonge jaren nam hij in 210 v.Chr. de sacrale ambten van augur en Devemvir sacris faciundis waar. Hij was tribunus plebis in 200 v.Chr., in 198 v.Chr. aedilis curulis, in 196 v.Chr. en praetor en in 195 v.Chr. propraetor in de provincia Sardinia.
Tijdens zijn ambtsperiode concentreerde Tiberius zich vooral op wetgeving en op emigratie. Hij organiseerde de kolonisatie van Puteoli, Volturnum, Liternum, Salernum en Buxentum. Bovendien verhoogde hij opnieuw de status van de senatoren door hen bij de spelen op verhoogde zitplaatsen te laten zetelen.
Tijdens de kolonisatie van Gallia Cisalpina werd hij met zijn legioenen in hun kampement belegerd door de Keltische Boii. Tiberius beval zijn troepen in het kamp te blijven, in afwachting van versterkingen, maar de Boii vielen na drie dagen wachten al aan. De uitgangen van het kampement waren zo vol vijandelijke krijgers dat de Romeinen er niet zomaar uit konden, en tegen de tijd dat ze zich naar open terrein hadden gevochten hadden de Galliërs de verdedigingswerken op twee plaatsen doorbroken. Uiteindelijk werden de Boii teruggeslagen, maar ten koste van 5.000 doden aan Romeinse zijde.
Tiberius vestigde zich na zijn consulaat in Placentia, het huidige Piacenza, aan de noordelijke uitlopers van de Apennijnen. Na die tijd is er weinig over hem geschreven. Toen een leger van Liguriërs de stad in 193 v.Chr. bedreigde, zond Tiberius een verzoek om hulp naar Rome. Er werd inderdaad een leger op de been gebracht van veteranen die met hem tegen de Boii hadden gevochten. Dit werd naar Placentia gestuurd om hem te verdedigen. Vermoedelijk heeft hij in 191 v. Chr. deelgenomen aan de strijd tegen de Seleucische vorst Antiochus III de Grote. In 184 v. Chr. stelde hij zich kandidaat voor het ambt van censor (een soort volksteller) maar in zijn plaats werd senator Cato verkozen.

## Aanbevolen literatuur
- Attalus.org